# Ludwig Robert
Ernst Friedrich Ludwig Robert, ursprungligen Liepmann Levin, född den 16 december 1778 i Berlin, död den 5 juli 1832 i Baden-Baden, var en tysk författare, bror till Rahel Varnhagen von Ense. 
Robert var av judisk härkomst; hans far var pantlånare och juvelerare i Berlin. Robert visade diktarbegåvning i det borgerliga sorgespelet Die Macht der Verhältnisse (1819) samt diktsamlingarna Kampfe der Zeit (1817) och Gedichte (utgivna i 2 band, 1838).